# Пруссы (Минская область)
Пруссы (бел. Пру́сы) — деревня в Солигорском районе Минской области Беларуси. В составе Краснодворского сельсовета. Население 109 человек.

## География
Пруссы находятся в 18 км к северу от Солигорска. Соседние деревни: Болотчицы, Прусики, Чепели. Автодорога Р23 проходит в 3 км от деревни.

## История
В 1885 году в Царевской волости Слуцкого уезда Минской губернии, село бывшее владельческое, при реке Копанке, дворов 36, жителей 350, церковь православная
До 30 октября 2009 года деревня входила в состав Чепелевского сельсовета.

## Население

### Численность
- 2009 год — 109 жителей

### Динамика
- 1908 год — 832 жителей, 111 дворов[2]
- 1999 год — 187 жителей (перепись населения)
- 2009 год — 109 жителей (перепись населения)[2]

## Достопримечательность
- Курганный могильник на кладбище в северо-западной окраине деревни Пруссы Солигорского района —  Историко-культурная ценность Республики Беларусь, шифр 613В000534.

## Известные лица
- Лужанин, Максим (1909—2001) — белорусский поэт, прозаик, кинодраматург, переводчик.